# 白履忠
白履忠（?—?），字不詳。汴州浚儀（在今河南省开封市境）人。
博通文史，隱居大樑城，時號梁邱子。唐睿宗景雲時期（710年－711年）召为校书郎，不久去官。開元十年（722年），被刑部尚書王志愔薦入閣侍讀，取代褚無量、馬懷素，又拜朝散大夫。開元十七年（729年），被徵赴京師。數月後，以老病歸。不久病終。著有《三玄精辯論》一卷，文集十卷。又曾注《老子》，對養生甚感興趣，注有《黄庭内景經》。

## 延伸阅读
[在维基数据编辑]
 《舊唐書/卷192》，出自刘昫《舊唐書》